# Mirjam Škrk
Mirjam Škrk (r. Žumer), slovenska pravnica, univ. profesorica, ustavna sodnica, *14. maj 1947, Ljubljana.
Decembra 1970 je diplomirala na Pravni fakulteti v Ljubljani, leta 1976 tam magistrirala iz področja mednarodnega prava ter leta 1984 tudi doktorirala iz pomorskega mednarodnega prava (Pravna narava skupne dediščine človeštva v pomorskem mednarodnem pravu, 1984) in bila 1986 izvoljena v naziv docentke, 1993 pa izredne profesorice mednarodnega prava. Med letoma 1992 in 1998 je zasedala položaj predstojnice Inštituta za mednarodno pravo in mednarodne odnose pri Pravni fakulteti v Ljubljani. 
28. oktobra 1998 je bila na glasovanju v Državnem zboru Republike Slovenije izvoljena za ustavno sodnico Njen mandat je trajal od 31. oktobra 1998 do 27. marca 2008, ob koncu je bila tudi podpredsednica Ustavnega sodišča.
Med mandatom je s skrajšanim delovnim časom oz.  honorarno še predavala mednarodno in mednarodno pomorsko pravo na matični fakulteti in na Visoki policijsko-varnostni šoli, od 2005 kot redna profesorica za mednarodno javno pravo. Poleg mednarodnega pomorskega prava se je posvetila še problematiki mednarodnega kazenskega prava in mednarodnopravnim vidikom sukcesije (Pomen Avstrijske državne pogodbe za Slovenijo in mednarodnopravni vidiki njenega nasledstva, 1997).
Leta 2016 so ji podelili naziv zaslužne profesorice Univerze v Ljubljani.